# Shades of God
Shades of God er det 3. studiealbum af Paradise Lost. Albummet præsenterer brugen af growling bemærkelsesværdigt, trods bandets tidligere bestræbelse på overgangen til en mere 'ren' vokal på albummet Icon.

## Spor
1. "Mortals Watch The Day" – 5:12
2. "Crying For Eternity" – 7:05
3. "Embraced" – 4:29
4. "Daylight Torn" – 7:54
5. "Pity The Sadness" – 5:05
6. "No Forgiveness" – 7:37
7. "Your Hand In Mine" – 7:08
8. "The Word Made Flesh" – 4:41
9. "As I Die" – 3:49